# Kammerspiele Hannover
Die Kammerspiele Hannover, mitunter auch Hannoversche Kammerspiele genannt, waren in der frühen Nachkriegszeit ein Theater in Kooperation mit einer Schauspielschule in der Stadt Hannover.

## Geschichte

### Gastspielbühne
Kurz nach dem Zweiten Weltkrieg konnte der Schauspieler und Regisseur Jürgen von Alten in der infolge der Luftangriffe auf Hannover beinahe zur Hälfte zerstörten Stadt Hannover bereits 1945 mit Genehmigung der Britischen Militärregierung die „Gastspielbühne“ gründen. Spielstätte seines Ensembles war die Vorhalle der hannoverschen Stadthalle.

### Kammerspiele Hannover
Ab 1946 wurde die Gastspielbühne unter der Leitung von von Alten als „Kammerspiele Hannover“ fortgeführt. Neue Spielstätte waren nun die noch intakten Kellerräume des ehemaligen Mellini-Theaters in der heutigen Kurt-Schumacher-Straße. Die Kammerspiele Hannover wirkten dort mit der Schauspielschule zusammen, die Hans-Günther von Klöden anfangs in Linden gegründet und anschließend zunächst im Edelhof Ricklingen fortgeführt hatte.
Der spätere Schauspieler, Dramaturg und Spielleiter der Kammerspiele Hannover Reinhold Rüdiger war einer der zuvor in der Schauspielschule von von Klöden Unterrichteten.
Ab 1947 erhielt der spätere Theater- und Filmschauspieler Klaus Kammer an den Kammerspielen seine erste künstlerische Ausbildung.
1949 wurde der Theaterbetrieb geschlossen, während die Schauspielschule von der niedersächsischen Landeshauptstadt übernommen und ab 1950 als Abteilung in die damalige Akademie und spätere Hochschule für Musik und Theater integriert wurde.